# Павлов, Александр Павлович
Алекса́ндр Па́влович Па́влов (род. 5 августа 1942) — советский и российский актёр театра и кино, Заслуженный артист РСФСР (1982).

## Биография
В 1968 году окончил Театральное училище имени Б. В. Щукина (учился у А. А. Орочко) и стал актёром Московского академического театра им. Е. Вахтангова. Помимо работы в театре выступает как мастер художественного слова и исполнитель романсов.
В кино — с 1964 года. Исполнитель роли Д. Разумихина в фильме по роману Ф. М. Достоевского «Преступление и наказание» (1969).
Член Правления Центрального дома работников искусств.

## Избранная фильмография
- 1968 — Жажда над ручьём — Лёша
- 1969 — Преступление и наказание — Разумихин
- 1974 — Агония — Сухотин
- 1977 — Хождение по мукам — Гымза
- 1979 — Под созвездием Близнецов — командир самолёта
- 1979 — Экипаж — штурман
- 1982 — Мужики!.. — Сергей
- 1982 — Слёзы капали — представитель строительной организации
- 1986 — Алый камень — Роман Мальков
- 1987 — Человек с бульвара Капуцинов — ковбой Хью
- 1989 — Не сошлись характерами — Пётр
- 1989 — Процесс — подсудимый Аверьянов
- 1997 — Война окончена. Забудьте… — генерал

## Награды
- Орден Дружбы (10 сентября 2021 года) — за большой вклад в развитие отечественной культуры и искусства, многолетнюю плодотворную деятельность[4].
- Заслуженный артист РСФСР (1 февраля 1982 года) — за заслуги в области советского театрального искусства[5].